# Coherent (Betriebssystem)
Coherent ist ein kommerzielles unixoides Betriebssystem der Firma Mark Williams Company und war eines der ersten unixoiden Systeme für IBM-PC-kompatible Computer.

## Geschichte
1983 wurde von der Mark Williams Company die erste Version von Coherent als eines der ersten unixoiden Systeme für IBM-PC-kompatible Computer vorgestellt. Coherent lief auf den meisten Intel-basierten PCs mit 286, 386 und 486-Prozessoren und war, wie ein „echtes“ Unix, multitaskingfähig und konnte mehrere Nutzer verwalten.
Coherent enthielt eine sehr gute gedruckte Dokumentation von über 1.000 Seiten, bestehend aus Tutorien für die wichtigsten Unix-Programme und einer Kommandoreferenz (manpages). Bekannt wurde Coherent 1990 mit der Version 3.0, die erstmals großflächig vermarktet wurde. Das besondere an Coherent 3.0 war, dass es sehr preiswert war (unter 100 DM in Deutschland), und dass es auf 286er-PCs lief, obwohl deren Prozessor nur eine segmentbasierte Memory Management Unit unterstützte.
Mit Coherent 3.0 war es somit erstmals möglich, preiswert ein leistungsfähiges unixähnliches Betriebssystem auf preiswerter Hardware zu betreiben. Coherent enthielt, wie damals auch für echte Unix-Systeme üblich, einen C-Compiler und die üblichen Unix-Entwicklungswerkzeuge wie make oder einen vi Editor-Clone. Somit konnte man mit Coherent ohne weitere Zusatzkosten Software entwickeln, die sich im Normalfall problemlos auf echte Unix-Systeme portieren ließ. In Deutschland und anderen nicht englischsprechenden Ländern erwies es sich allerdings als Nachteil, dass Coherent 3.0 keine Lokalisierung besaß. So war die Tastaturbelegung zum Beispiel fest auf amerikanische Tastaturen eingestellt.
Mit der Version 4.0, die im Mai 1992 erschien, setzte Coherent als Minimum einen 386er-PC voraus. Dafür erlaubte das Binärformat nun Programme größer als 64 kByte. Für Coherent 4.0 gab es als kostenpflichtiges Zusatzpaket eine Portierung des X Window System.
Coherent wird manchmal fälschlicherweise als „Coherent Unix“ bezeichnet. Dies ist nicht korrekt. Coherent basierte zwar auf den Spezifikationen von Unix Version 7, ohne jedoch Unix-Quelltexte, weder von Bell Labs noch von BSD zu nutzen. Die Nichtverwendung der Quelltexte war eine vom Unternehmen Mark Williams vorgegebene Entwicklungsrichtlinie, deren Einhaltung u. a. durch Besuche von Dennis Ritchie im Unternehmen überprüft wurde. 
 Aber bereits mit den ersten, frühen Coherent-Versionen für das System CBM 900 von Commodore wurde zumindest die Kompatibilität zu AT&T Unix System V SVR2 beworben.
Ein großer Teil des Betriebssystems wurde von ehemaligen Studenten der Universität von Waterloo geschrieben: Tom Duff, Dave Conroy, Randall Howard und Johann George. Die Entwicklung nahm vorerst seinen Ursprung auf der PDP-11/45-Plattform, wechselte aber schnell auf die aufstrebenden Architekturen Motorola 68000 und Zilog 8001/2 und Intel x86, wobei dann die Ausrichtung auf die letztgenannte verblieb.
Die Mark Williams Company ging 1995 bankrott, die letzte erschienene Version von Coherent war Version 4.2.14. Die Gründe für die Insolvenz sind vielfältig. Einer ist, dass Coherent 4.0 von Linux überrannt wurde. Linux benötigte ebenfalls einen 386er, war jedoch kostenlos. Linux besaß TCP/IP-Netzwerktreiber, das X Window System und viele weitere Software. Hinzu kam, dass die Weiterentwicklung bei Linux rasant vor sich ging, während MWC kaum Updates wie Treiber für aktuelle Hardware lieferte, was das System schnell rückständig werden ließ und viele Anwender verärgerte.
2015 wurden die Quellen von Coherent unter eine Open-Source-Lizenz gestellt und veröffentlicht.

## Versionsgeschichte
| Version           | Veröffentlichung | Unterstützte Systeme |
| ----------------- | ---------------- | -------------------- |
| 0.7.2 Pre-Release | 1985             | Zilog Z8000          |
| 0.7.3             | 1985             | Zilog Z8000          |
| 3.0               | 1989             | 80286 und 80386      |
| 3.1               | 1990             | 80286 und 80386      |
| 3.2               | 1991             | 80286 und 80386      |
| 4.0               | Mai 1992         | 80386 und 80486      |
| 4.2               | 1994             | 80386 und 80486      |